# Da mihi factum, dabo tibi ius
Da mihi factum, dabo tibi ius (auch: da mihi facta, dabo tibi ius) ist eine römische Rechtsregel. Auf Deutsch bedeutet sie: Gib mir die Tatsache(n), ich werde dir das (daraus folgende) Recht geben.
Diese Rechtsregel ist verwandt mit:
- iura novit curia (auch iura noverit curia) – dt.: Das Gericht kennt das Recht.[1]
- testis non est iudicare – dt.: Der Zeuge hat nicht zu urteilen (er hat lediglich seine Wahrnehmungen mitzuteilen).

Diese römischen Rechtsgrundsätze gelten im deutschen Recht noch heute. Im Zivilprozess genügt es, vor Gericht den Sachverhalt darzustellen (Grundsatz der richterlichen Rechtsanwendung); Erläuterungen zu juristischen Auslegungen, der Mitteilung von Rechtsansichten oder Hinweisen zur Rechtsanwendung bedarf es nicht (vgl. § 138 Zivilprozessordnung). Das Gericht wird anhand des dargelegten und festgestellten Sachverhaltes (Fakten) das entsprechende Recht eigenständig auf diesen Sachverhalt anwenden (subsumieren). Es darf beispielsweise einem Antrag aufgrund anderer als der vom Kläger benannten Anspruchsgrundlagen stattgeben, ohne gegen den Grundsatz ne ultra petita zu verstoßen.
Umgekehrt interferiert diese Regel mit der Dispositionsmaxime: Die Parteien brauchen nicht zu beurteilende Umstände nicht offenzulegen und können deshalb den Prozessstoff beschränken. 
Ein Rechtsanwalt darf sich auf diesen Grundsatz allerdings nicht verlassen. Dem Gericht sind stets nicht nur Tatsachen, sondern auch Gründe für die Richtigkeit der eigenen Rechtsauffassung aufzuzeigen, um eine berufsrechtliche Haftung im Fall von Rechtsfehlern des Gerichts zu verhindern.
Problematisch wird die Anwendung von da mihi factum, dabo tibi ius bei Sachverhalten mit internationalem Bezug, denn es darf vom Richter nicht erwartet werden, dass er das ausländische Recht kennt. Gleiches gilt bei privat gesetzten Rechtsnormen (wie Hausordnungen) oder bei möglicherweise nur regional geltendem Gewohnheitsrecht. Deshalb ermöglicht hier § 293 ZPO ausnahmsweise, Beweis über Rechtsfragen zu erheben. Es steht dann im pflichtgemäßen Ermessen des Gerichts, auf welcher Grundlage das Recht zu ermitteln ist.
Im Strafrecht gilt dieser Grundsatz zwar für die Strafanzeige (§ 158 StPO), im Strafprozess hingegen sind die anzuwendenden Strafvorschriften in der Anklageschrift zu bezeichnen (§ 200 StPO). Andererseits ist das Gericht nicht an den Vortrag gebunden (§ 155 StPO).
Trotz des Grundsatzes ist es in allen Gerichtszweigen üblich, dass Rechtsanwälte in ihren Schriftsätzen rechtliche Ausführungen zum Streitgegenstand machen und dem Gericht darlegen, auf welche rechtlichen Erwägungen sich ihre Anträge stützen. Auch finden während Gerichtsterminen, insbesondere in der Verwaltungsgerichtsbarkeit, meist Rechtsgespräche statt, in denen das Gericht mit den Parteien über die Anwendung des Rechts diskutiert. Der Satz „iura novit curia“ meint nach einer Entscheidung des Oberlandesgerichts Hamm lediglich das Verhältnis der juristisch nicht gebildeten Naturpartei zum Gericht, während Rechtsanwälte nach § 137 Abs. 2, 2. HS 2. Alt. ZPO auch zu rechtlichen Fragen vorzutragen haben. Nicht substantiierter – also unzureichend argumentierter und nicht schlüssig belegter – anwaltlicher Sachvortrag kann bei einer daraufhin fehlerhaft ergehenden gerichtlichen Entscheidung nach BGH-Rechtsprechung gar eine Anwaltshaftung nach sich ziehen. Gleichwohl geht auch in den Fällen erkennbar fehlerhaften Partei- oder Anwaltsvortrags keine Bindungswirkung für das Gericht aus.